# Anadiasa obsoleta
Anadiasa obsoleta is een vlinder uit de familie spinners (Lasiocampidae). De wetenschappelijke naam van deze soort is voor het eerst geldig gepubliceerd in 1830 door Klug.
De soort komt voor in tropisch Afrika.